# ارتبه
اَرتَبه مقیاس حجم در ایران قدیم بوده‌است. هر ارتبه را معادل ۵۵ لیتر دانسته‌اند. در لغت‌نامهٔ دهخدا آمده‌است که ارتبه بر دو قسم است: ارتبهٔ مادی، معادل ۵۱ لیتر و ۸۴ صدیک، و ارتبهٔ پارسی معادل ۵۵ لیتر و هشت صدیک.